# Träsket, Stockholm

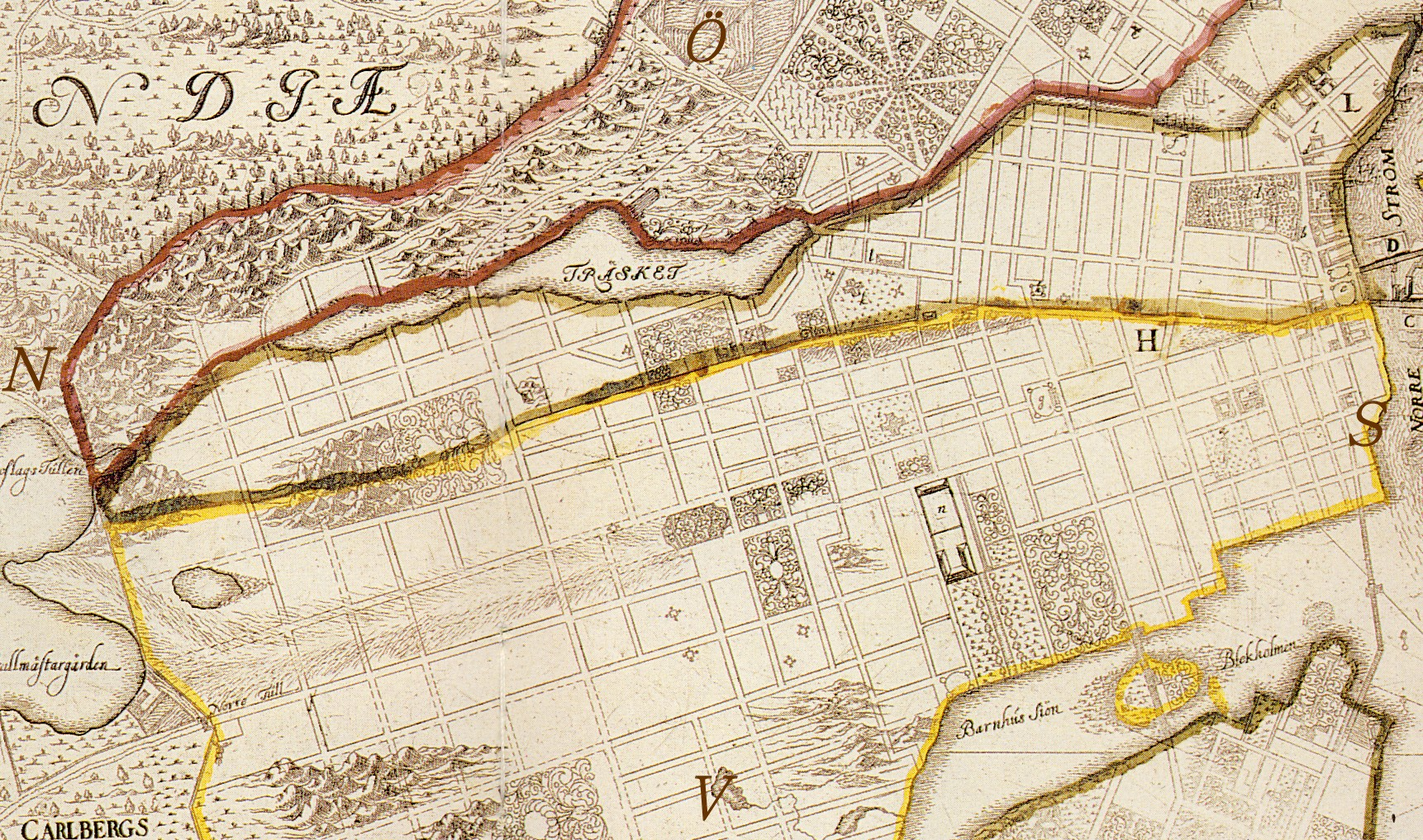
Träsket på Werner von Rosenfeldts karta från 1702, norr är till vänster.

Stora Träsket (även Träsksjön) var en långsträckt, grund insjö i Stockholm, vilken var en rest av en gammal förbindelse mellan Brunnsviken och Nybroviken. Sjön bredde ut söder och väster om Eriksberg, över dagens Eriksbergsplan och Jarlaplan upp mot Surbrunnsgatan.

## Historik

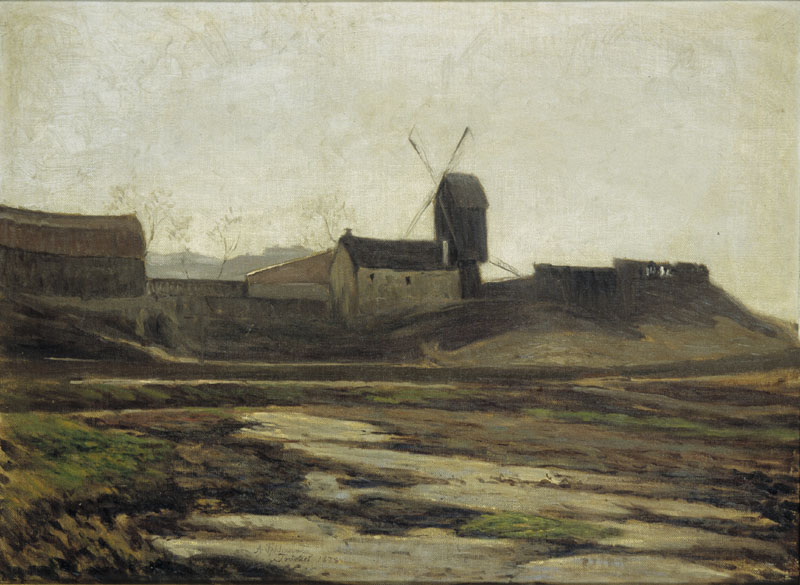
Trakterna kring träsket, med kvarnen Jan Erss 1876.

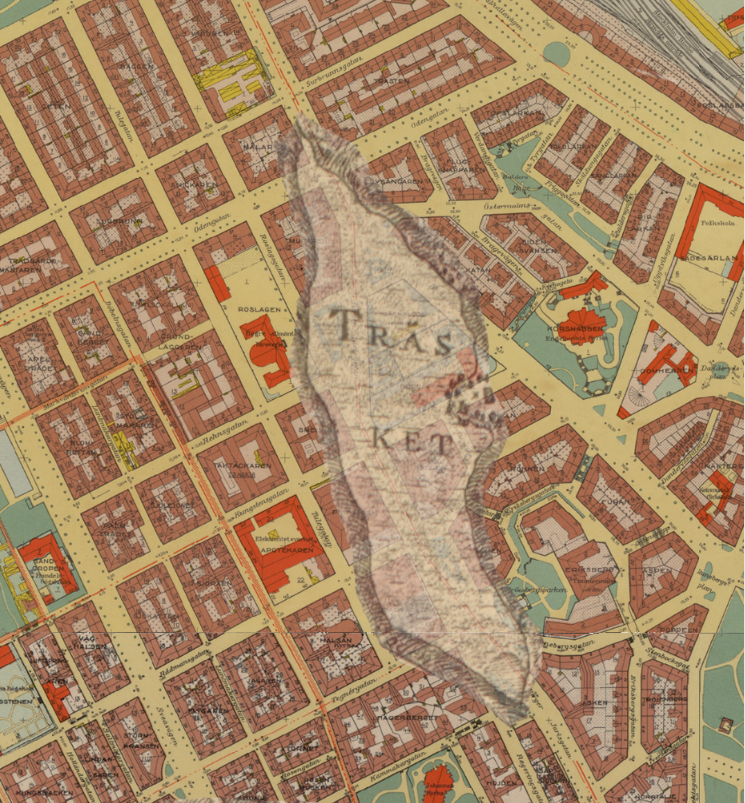
Träskets utbredning 1805 inlagd på 1940-talets kvartersstruktur.

Sjön, som även gick under namnet Kattrumpesjön, var en rest från en förhistorisk förbindelse mellan Brunnsviken i norr med Nybroviken. Enligt traditionen skall denna ha varit farbar för mindre båtar innan landhöjningen separerade de olika vattendelarna. Ett par järnringar som ännu i 1800-talets början kunde återfinnas i bergen väster om Träsket sades vara en äldre förtöjningsplats i dalgången mellan det som sedermera blev Norrmalm och Ladugårdslandet.
Träsket avvattnades av den södra- och norra Rännilen. Den södra rann utmed nuvarande Birger Jarlsgatan, förbi Stureplan och slutade i Packaretorgsviken, även kallad Katthavet. Höjdskillnaden lämpade sig för ett nyttjande av vattenkraft, och redan på 1500-talet anlade flottan en repslagarbana vid dagens Stureplan. Vid mitten av 1700-talet hade Ingemarshof sina ägor norr om Stora Träsket som en av Petrus Tillaeus kartor från 1733 visar. Här fanns den berömda surbrunnen vid nuvarande korsning Surbrunnsgatan/Roslagsgatan. Vintertid underlättades transporterna av den så kallade Winter Wägen som löpte över isen mellan Roslagstullsgatan och Regeringsgatan och Roslagstullsgatan.
Genom landhöjningen och igenfyllningar blev Träsket allt mindre. Under 1700- och 1800-talen användes sjön för stadens avfall och latrin, därav namnet Träsket. Vid sjöns södra ände inrättade man 1790 det så kallade Träsktorget där Roslagsbönderna kunde sälja sina varor. Miljön förblev dock fattig och ohälsosam och koleraepidemin 1834 skördade många offer i träskområdet. Man inrättade ett särskilt kolerasjukhus i det hus som numera rymmer restaurangen Clas på Hörnet.
Åren 1879-1884 fylldes sjön med sprängsten från Tyskbagarbergen. Den slutliga igenfyllningen av det som då kallades Träskängen gjordes på 1890-talet när marken höjdes i nivå med Roslagsgatan. I början av 1900-talet restes nya bostadshus på den tidigare sjöbotten, men stora delar vid dagens Jarlaplan dominerades länge av fortsatt kåkbebyggelse till följd av de dåliga markförhållandena. Idag påminner kvarteren Träskfloden och Träsksjön om den tidigare sjön. Stora Träsket gav även upphov till gatunamnet Stora Träskgatan, en del av dagens Birger Jarlsgatan.